# 1903-as olasz labdarúgó-bajnokság (első osztály)
Az olasz labdarúgó-bajnokság 1903-as szezonja volt a bajnokság 6. kiírása. A bajnok ismét a Genoa lett.

## Eredmények

### Selejtező
| 1. csapat | Eredmény | 2. csapat     |
| --------- | -------- | ------------- |
| Juventus  | 5–0      | Torinese      |
| Juventus  | 2–1      | Audace Torino |
| Juventus  | 7–1      | Andrea Doria  |
| AC Milan  | 0–2      | Juventus      |

### Döntő
| 1. csapat | Eredmény | 2. csapat |
| --------- | -------- | --------- |
| Genoa     | 3–0      | Juventus  |

| Az 1903-as olasz labdarúgó-bajnokság győztese: |
| ---------------------------------------------- |
| Genoa 5. cím                                   |